# Метрополійні міста Італії

Метрополійні міста Італії

Метрополійне місто (італ. Città metropolitana) – одна з адміністративно-територіальних одиниць Італії, передбачена в статті 114 Італійської Конституції, спеціальний тип суб-провінції. Орган почав діяти з 2014 року, коли набрав чинності закон від 7 квітня 2014 року, і замінив провінції деяких найбільших міст Італії. Метрополійне місто, за визначенням закону, включає головне міське ядро з численними навколишніми поселеннями, тісно пов'язаними з ним економічними поєднаннями та муніципальними службами, а також культурними і територіальними зв'язками.

## Список метрополійних міст
Метрополійні міста, створені законом 7 квітня 2014 року
| N° | Метрополійне місто | Муніципалітети | Населення (дані Istat 31/12/2014) | Площа (км2) | Густота населення (км2) |
| -- | ------------------ | -------------- | --------------------------------- | ----------- | ----------------------- |
| 1  | Рим-Столиця        | 121            | 4.342.046                         | 5.352       | 811                     |
| 2  | Мілан              | 134            | 3.196.825                         | 1.575       | 2.030                   |
| 3  | Неаполь            | 92             | 3.118.149                         | 1.171       | 2.663                   |
| 4  | Турин              | 316            | 2.291.719                         | 6.829       | 336                     |
| 5  | Барі               | 41             | 1.266.379                         | 3.821       | 331                     |
| 6  | Флоренція          | 42             | 1.012.180                         | 3.514       | 288                     |
| 7  | Болонья            | 56             | 1.004.323                         | 3.702       | 271                     |
| 8  | Генуя              | 67             | 862.175                           | 1.839       | 469                     |
| 9  | Венеція            | 44             | 858.198                           | 2.462       | 349                     |
| 10 | Реджо-Калабрія     | 97             | 557.993                           | 3.183       | 175                     |

Метрополійні міста Сицилії створені регіональним законом 4 серпня 2015 року
| N° | Метрополійне місто | Муніципалітети | Населення | Площа (км2) | Густота населення (км2) |
| -- | ------------------ | -------------- | --------- | ----------- | ----------------------- |
| 1  | Палермо            | 82             | 1 276 525 | 5 009       | 254                     |
| 2  | Катанія            | 60             | 1 116 168 | 3 763       | 296                     |
| 3  | Мессіна            | 108            | 647 477   | 3 266       | 198                     |